# Kallmünz
Kallmünz je obec v okrese Řezno, nacházející se ve vládním obvodu Horní Falc v německé spolkové zemi Bavorsko. Nachází se u řeky Náby, cca 25 km severně od Řezna.
Město, ležící na řece a úpatí zříceniny hradu, si zachovalo středověký ráz se starým kamenným mostem a úzkými uličkami. Kromě zříceniny hradu je kuriozitou i dům, vestavěn do skály pod hradní zříceninou.
Hrad Kallmünz byl opevněn již od doby bronzové. Svědectví o městě pochází rovněž z raného středověku; první písemná zmínka o hradu pochází z roku 1329, kdy byl hrad uveden jako sídlo šlechtického rodu Wittelsbachů. Hrad byl definitivně opuštěn po jeho zničení během třicetileté války v r. 1641.
V Kallmünzu se v létě 1903 setkali ruský malíř Vasilij Kandinskij a německá expresionistická malířka Gabriele Münter. Od té doby je Kallmünz stálým domovem malé umělecké kolonie.